# Brandsen, Argentina
Brandsen (formellt Coronel Brandsen) är en ort i Argentina. Den är huvudort för en kommun (partido) med samma namn och ligger i provinsen Buenos Aires, i den centrala delen av landet, 60 km söder om huvudstaden Buenos Aires. Folkmängden uppgår till cirka 20 000 invånare.

## Geografi
Brandsen ligger 21 meter över havet. Terrängen runt Brandsen är mycket platt. Trakten runt Brandsen består till största delen av jordbruksmark. Runt Brandsen är det ganska glesbefolkat, med 22 invånare per kvadratkilometer.